# Fujiwara no Kamatari
Pour les articles homonymes, voir Fujiwara (homonyme).
Fujiwara no Kamatari (藤原鎌足, 614-669) est le fondateur du clan Fujiwara. Le clan Fujiwara descend en fait du clan Nakatomi, c'est pourquoi Fujiwara no Kamatari est aussi nommé Nakatomi no Kamatari (中臣鎌足).
Fujiwara no Kamatari est le fils de Nakatomi no Mikeko. Il avait assisté le futur empereur Tenji, alors prince impérial Naka no Ōe, dans la réalisation de la réforme de Taika. Il reçut le surnom de Fujiwara de l'empereur Tenji sur son lit de mort, en 669.
Son second fils, Fujiwara no Fuhito, hérita du nom Fujiwara ; il est l'ancêtre de la Maison. Deux de ses filles, Hikami no Iratsume (ja) et Ōe no Iratsume, furent des épouses de l'empereur Tenmu. La première fut la mère de la princesse Tajima ; la seconde celle du prince Niittabe.